# Brageac
Brageac é uma comuna francesa na região administrativa de Auvérnia-Ródano-Alpes, no departamento de Cantal. Estende-se por uma área de 12,8 km². Em 2010 a comuna tinha 76 habitantes (densidade: 5,9 hab./km²).